# You Should Be Jesto
You Should Be Jesto è la prima raccolta del rapper italiano Jesto, pubblicata il 15 luglio 2010 dalla Honiro Label e dalla ALTOent.

## Descrizione
Il progetto contiene freestyle, inediti, singoli e remix di varie tracce incise tra il 2009 e il 2010. Come collaborazioni troviamo il fratello Hyst, Cane Secco, Gemitaiz, Jimmy, Lord Madness e J-Joe. Le strumentali sono principalmente statunitensi anche se sono presenti alcune eccezioni, come la traccia Alla goccia, prodotta da Mixer-T.
Per la promozione della raccolta è stato realizzato il videoclip del brano Non sai che stress, remix di Birthday Sex del cantante R&B Jeremih.

## Tracce
1. You Should Be Jesto – 2:50
2. Nella mia testa RMX – 3:46
3. Per questa notte (ft. Hyst) – 2:56
4. Advocate – 4:16
5. Alla goccia – 3:16
6. Messaggio privato (ft. Canesecco) – 3:44
7. Mai stato meglio – 3:10
8. Piacere RMX (ft. Hyst) – 3:50
9. MyChickBad Freestyle – 2:48
10. Non sai che stress – 3:48
11. Dal tramonto all'alba RMX (ft. Jimmy) – 4:14
12. Fumo bevo scopo – 2:54
13. Mi rode il culo RMX (ft. Canesecco, Pinto) – 4:22
14. Sbatti i piedi (ft. Hyst) – 3:00
15. Watch My Shoes (Exclusive 2010) – 1:42
16. Hallelujah (ft. Gemitaiz & Maut) – 4:32
17. Freestyle – 1:46
18. B-Boy Paranoid RMX (ft. Lord Madness) – 2:44
19. Acidità RMX (ft. J-Joe)
20. Mica campo d'aria – 4:06
21. Outro – 1:54